# Kevin Punter
Kevin Xavier Punter Jr (ur. 25 czerwca 1993 w Nowym Jorku) – amerykański koszykarz, występujący na pozycjach rozgrywającego oraz rzucającego obrońcy, aktualnie zawodnik FC Barcelona Basquet
W 2016 rozegrał 6 spotkań w barwach Minnesoty Timberwolves podczas letniej ligi NBA.
20 lipca 2017 został zawodnikiem zespołu Rosy Radom. 10 lutego 2018 opuścił klub, aby dołączyć do greckiego AEK-u Ateny.
2 lipca 2021 zawarł umowę z serbskim  Partizanem NIS Belgrad.

## Osiągnięcia
Stan na 3 lipca 20201, na podstawie, o ile nie zaznaczono inaczej.
College
- Zaliczony do:
  - I składu:
    - NJCAA All-American (2014)
    - turnieju Barclays Center Classic (2016)

  - II składu SEC NCAA (2016)

Drużynowe
- Zwycięzca Ligi Mistrzów FIBA (2018, 2019)
- Wicemistrz Włoch (2021)
- 3. miejsce w Eurolidze (2021)
- Zdobywca:
  - pucharu:
    - Grecji (2018)[6]
    - Włoch (2021)

  - Superpucharu Włoch (2020)
- Finalista Pucharu Serbii (2020)[7]

Indywidualne
- MVP Final Four Ligi Mistrzów FIBA (2019)[8]
- Zaliczony do I składu Ligi Mistrzów (2019)[9]